# Miconia capixaba
Miconia capixaba är en tvåhjärtbladig växtart som beskrevs av Renato Goldenberg. Miconia capixaba ingår i släktet Miconia och familjen Melastomataceae. Inga underarter finns listade i Catalogue of Life.